# Olympische Sommerspiele 1924/Leichtathletik – Weitsprung (Männer)

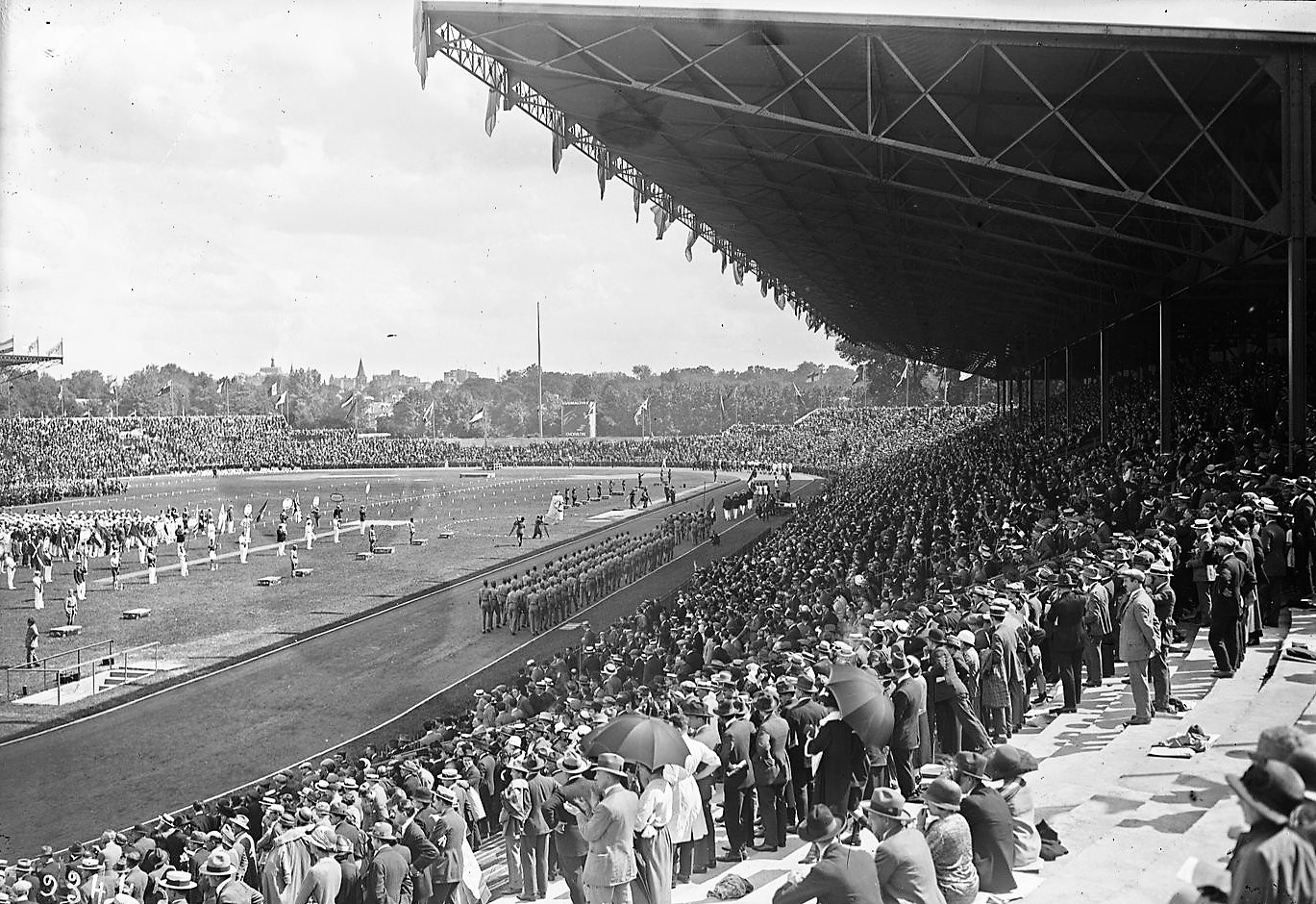
Das Olympiastadion während der Eröffnungszeremonie

Der Weitsprung der Männer bei den Olympischen Spielen 1924 in Paris wurde am 8. Juli 1924 ausgetragen. 34 Athleten nahmen daran teil.
Olympiasieger wurde der US-Amerikaner William DeHart Hubbard vor seinem Landsmann Edward Gourdin. Die Bronzemedaille gewann der Norweger Sverre Hansen.

## Bestehende Rekorde
| Weltrekord         | 7.765 m | Robert LeGendre ( USA) | Fünfkampf(Männer) -Weitsprung OS Paris, Frankreich | 7. Juli 1924 |
| Olympischer Rekord | 7.765 m | Robert LeGendre ( USA) | Fünfkampf(Männer) -Weitsprung OS Paris, Frankreich | 7. Juli 1924 |

Einen Tag vor dem Weitsprungwettbewerb fand der olympische Fünfkampf statt. Im dortigen Weitsprung stellte der US-Athlet Robert LeGendre, der sich nicht für die Individualdisziplin Weitsprung hatte qualifizieren können, mit 7,765 m einen neuen Olympia- und gleichzeitig Weltrekord auf.
Im Weitsprungwettbewerb dieser Spiele wurde kein Rekord erzielt.

## Durchführung des Wettbewerbs
Die Athleten hatten am 8. Juli in vier Gruppen eine Qualifikationsrunde zu springen. Für das Finale, das am gleichen Tag stattfand, qualifizierten sich die sechs besten Springer – hellblau unterlegt – aus den vier Gruppen. Auch bei diesen Spielen gingen die Ergebnisse aus der Qualifikation in das Endergebnis mit ein.

## Qualifikation
Datum: 8. Juli 1924

### Gruppe 1

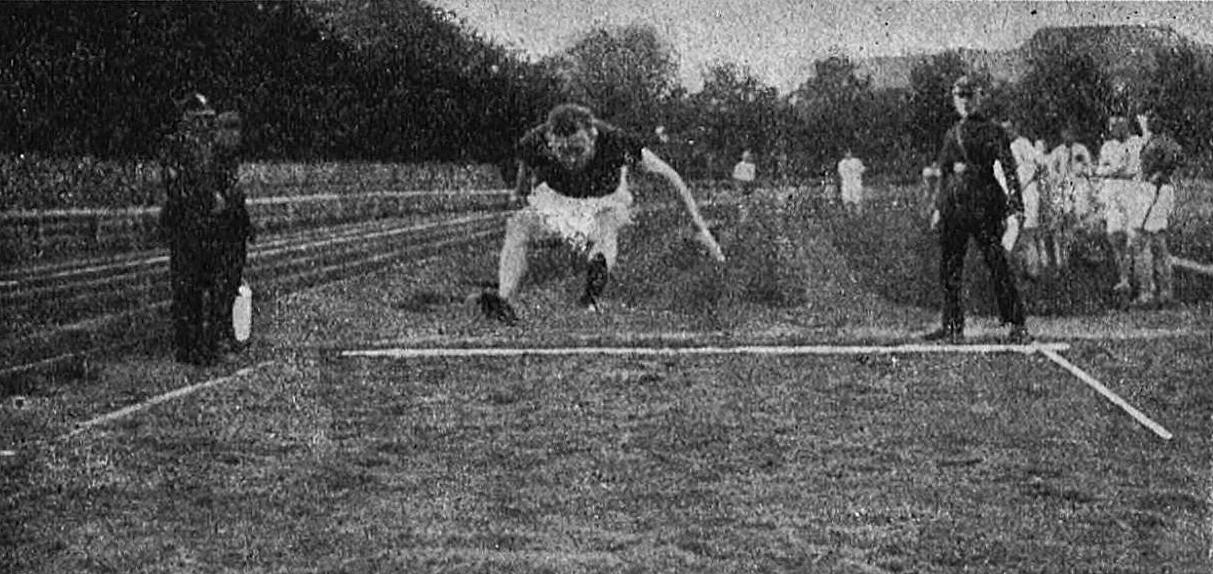
Stanisław Sośnicki – ausgeschieden mit 5,67 m in Qualifikationsgruppe 1

| Platz | Name                    | Nation           | Weite   | Anmerkung |
| ----- | ----------------------- | ---------------- | ------- | --------- |
| 1     | William DeHart Hubbard  | USA              | 7,120 m |           |
| 2     | Pauli Sandström         | Finnland         | 6,830 m |           |
| 3     | Richard Honner          | Australien       | 6,635 m |           |
| 3     | Dalip Singh             | Britisch-Indien  | 6,635 m |           |
| 5     | Alois Sobotka           | Tschechoslowakei | 6,590 m |           |
| 6     | Valter Ever             | Estland          | 6,585 m |           |
| 7     | Louis-Henri Albinet     | Frankreich       | 6,550 m |           |
| 8     | Gaston Médécin          | Monaco           | 6,510 m |           |
| 9     | Kiril Petrunow          | Bulgarien        | 6,000 m |           |
| 10    | Konstantinos Pantelidis | Griechenland     | 5,940 m |           |
| 11    | Francisco Contreras     | Mexiko           | 5,735 m |           |
| 12    | Stanisław Sośnicki      | Polen            | 5,670 m |           |

### Gruppe 2
| Platz | Name             | Nation           | Weite   | Anmerkung |
| ----- | ---------------- | ---------------- | ------- | --------- |
| 1     | Sverre Hansen    | Norwegen         | 7,260 m |           |
| 2     | Vilho Tuulos     | Finnland         | 7,070 m |           |
| 3     | Chris Mackintosh | Großbritannien   | 6,880 m |           |
| 4     | Albert Rose      | USA              | 6,855 m |           |
| 5     | Paul Couillaud   | Frankreich       | 6,220 m |           |
| 6     | Josef Machaň     | Tschechoslowakei | 6,090 m |           |
| 7     | Alberto Jurado   | Ecuador          | 5,680 m |           |
| 8     | Alfonso Stoopen  | Mexiko           | 5,480 m |           |

### Gruppe 3

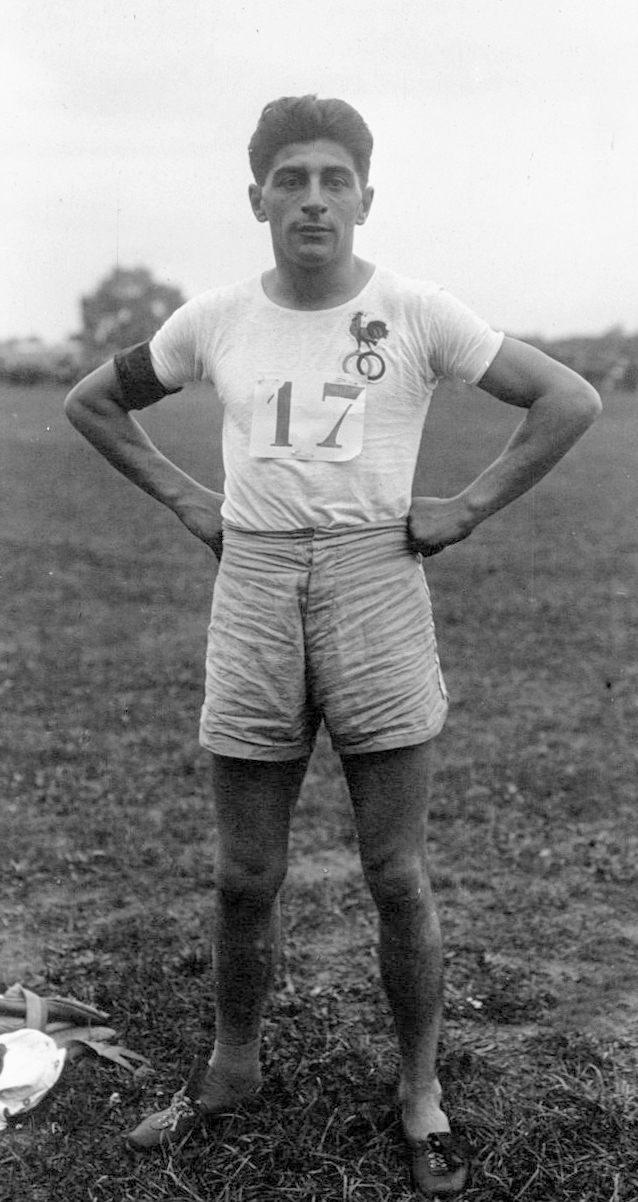
Paul Couillaud – ausgeschieden mit 6,22 m in Qualifikationsgruppe 2
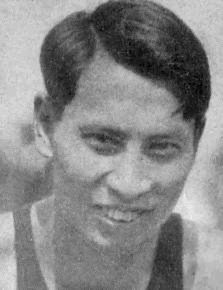
Oda Mikio – ausgeschieden mit 6,83 m in Qualifikationsgruppe 3
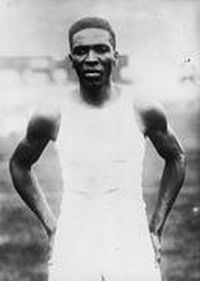
Silvio Cator – ausgeschieden mit 6,81 m in Qualifikationsgruppe 4

| Platz | Name           | Nation      | Weite   | Anmerkung |
| ----- | -------------- | ----------- | ------- | --------- |
| 1     | Louis Wilhelme | Frankreich  | 6,990 m |           |
| 2     | Jaap Boot      | Niederlande | 6,860 m |           |
| 3     | Oda Mikio      | Japan       | 6,830 m |           |
| 4     | Erling Aastad  | Norwegen    | 6,720 m |           |
| 5     | Adolf Meier    | Schweiz     | 6,610 m |           |
| 6     | Väinö Rainio   | Finnland    | 6,540 m |           |
| 7     | Joseph Hilger  | Luxemburg   | 5,680 m |           |
| NM    | William Comins | USA         | ogV     |           |

### Gruppe 4
| Platz | Name             | Nation             | Weite   | Anmerkung |
| ----- | ---------------- | ------------------ | ------- | --------- |
| 1     | Edward Gourdin   | USA                | 7,190 m |           |
| 2     | Virgilio Tommasi | Königreich Italien | 6,880 m |           |
| 3     | Silvio Cator     | Haiti              | 6,810 m |           |
| 4     | Marcel Guillouet | Frankreich         | 6,620 m |           |
| 5     | Paul Hammer      | Luxemburg          | 6,240 m |           |
| NM    | Hannes de Boer   | Niederlande        | ogV     |           |

## Finale
Datum: 8. Juli 1924
| Platz | Name                   | Nation             | Resultat | Qualifikationsweite | Finalweite                     | Anmerkung |
| ----- | ---------------------- | ------------------ | -------- | ------------------- | ------------------------------ | --------- |
| 01    | William DeHart Hubbard | USA                | 7,445 m  | 7,120 m             | 7,445 m                        |           |
| 02    | Edward Gourdin         | USA                | 7,275 m  | 7,190 m             | 7,275 m                        |           |
| 03    | Sverre Hansen          | Norwegen           | 7,260 m  | 7,260 m             | keine Verbesserung im Finale   |           |
| 04    | Vilho Tuulos           | Finnland           | 7,070 m  | 7,070 m             | keine Verbesse- rung im Finale |           |
| 05    | Louis Wilhelme         | Frankreich         | 6,990 m  | 6,990 m             | keine Verbesse- rung im Finale |           |
| 06    | Chris Mackintosh       | Großbritannien     | 6,920 m  | 6,880 m             | 6,920 m                        |           |
| 07    | Virgilio Tommasi       | Königreich Italien | 6,890 m  | 6,880 m             | 6,890 m                        |           |

Sieben Springer, hatten die Qualifikation geschafft. Zwar waren nur sechs Finalisten vorgesehen, aber da der Brite Chris MacKintosh aus Gruppe zwei und der Italiener Tommasi aus Gruppe vier mit jeweils 6,88 m den Qualifikationsrang sechs belegt hatten, konnten beide Athleten im Finale antreten.
Mit William DeHart Hubbard gewann einer der weltbesten Weitspringer seiner Zeit. Der Olympiasieger erzielte hier 7,445 m. Er war amerikanischer Meister von 1922 bis 1927 und hatte 1925 Robert LeGendre mit 7,89 m als Weltrekordler abgelöst. Die Plätze zwei und drei gingen an seinen Landsmann Edward Gourdin und den Norweger Sverre Hansen.
DeHart Hubbard sprang im siebten olympischen Weitsprungfinale zum sechsten US-Sieg. Gleichzeitig war es der fünfte Doppelsieg von US-Athleten im Weitsprung.
Sverre Hansen gewann die erste norwegische Medaille im Weitsprung.

## Endergebnis

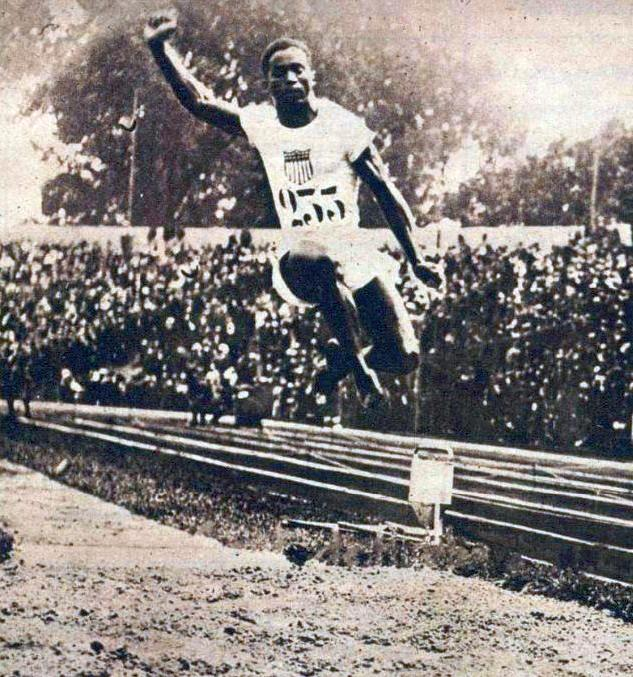
Olympiasieger William DeHart Hubbard

| Platz | Name                    | Nation             | Resultat |
| ----- | ----------------------- | ------------------ | -------- |
| 01    | William DeHart Hubbard  | USA                | 7,445 m  |
| 02    | Edward Gourdin          | USA                | 7,275 m  |
| 03    | Sverre Hansen           | Norwegen           | 7,260 m  |
| 04    | Vilho Tuulos            | Finnland           | 7,070 m  |
| 05    | Louis Wilhelme          | Frankreich         | 6,990 m  |
| 06    | Chris Mackintosh        | Großbritannien     | 6,920 m  |
| 07    | Virgilio Tommasi        | Königreich Italien | 6,890 m  |
| 08    | Jaap Boot               | Niederlande        | 6,860 m  |
| 09    | Albert Rose             | USA                | 6,860 m  |
| 10    | Oda Mikio               | Japan              | 6,830 m  |
| 10    | Pauli Sandström         | Finnland           | 6,830 m  |
| 12    | Silvio Cator            | Haiti              | 6,810 m  |
| 13    | Erling Aastad           | Norwegen           | 6,720 m  |
| 14    | Richard Honner          | Australien         | 6,635 m  |
| 15    | Dalip Singh             | Britisch-Indien    | 6,635 m  |
| 16    | Marcel Guillouet        | Frankreich         | 6,620 m  |
| 17    | Adolf Meier             | Schweiz            | 6,610 m  |
| 18    | Alois Sobotka           | Tschechoslowakei   | 6,590 m  |
| 19    | Valter Ever             | Estland            | 6,585 m  |
| 20    | Louis-Henri Albinet     | Frankreich         | 6,550 m  |
| 21    | Väinö Rainio            | Finnland           | 6,540 m  |
| 22    | Gaston Médécin          | Monaco             | 6,510 m  |
| 23    | Paul Hammer             | Luxemburg          | 6,240 m  |
| 24    | Paul Couillaud          | Frankreich         | 6,220 m  |
| 25    | Josef Machaň            | Tschechoslowakei   | 6,090 m  |
| 26    | Kiril Petrunow          | Bulgarien          | 6,000 m  |
| 27    | Konstantinos Pantelidis | Griechenland       | 5,940 m  |
| 28    | Francisco Contreras     | Mexiko             | 5,735 m  |
| 29    | Alberto Jurado          | Ecuador            | 5,680 m  |
| 29    | Joseph Hilger           | Luxemburg          | 5,680 m  |
| 31    | Stanisław Sośnicki      | Polen              | 5,670 m  |
| 32    | Alfonso Stoopen         | Mexiko             | 5,480 m  |
| NM    | William Comins          | USA                | ogV      |
| NM    | Hannes de Boer          | Niederlande        | ogV      |

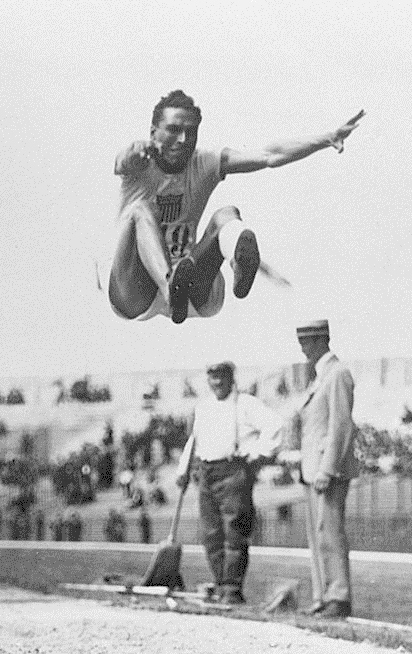
Silbermedaillengewinner Edward Gourdin
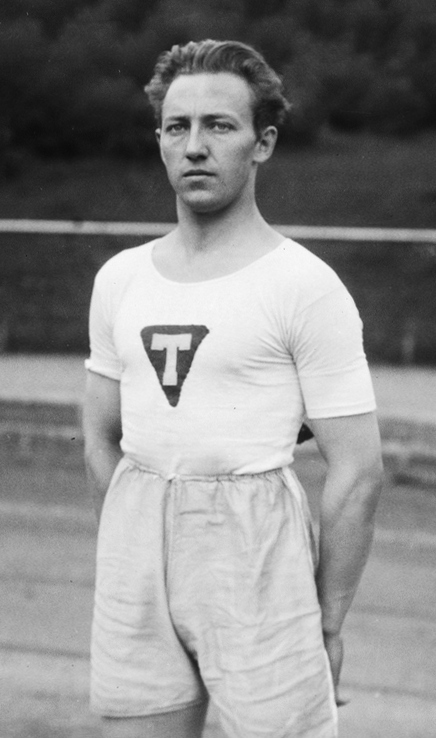
Sverre Hansen gewann die Bronzemedaille
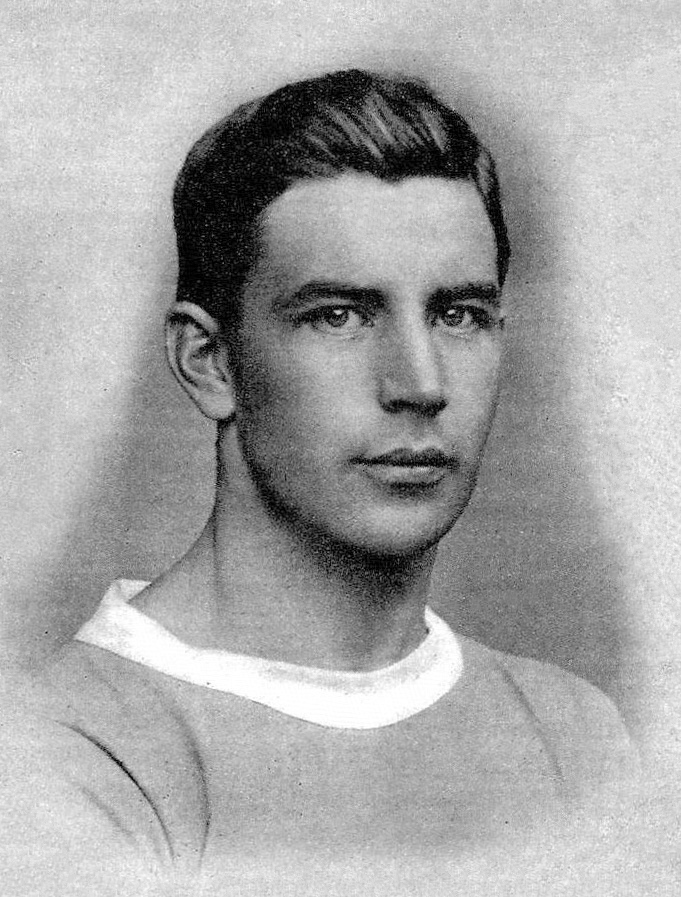
Vilho Tuulos erreichte Platz vier
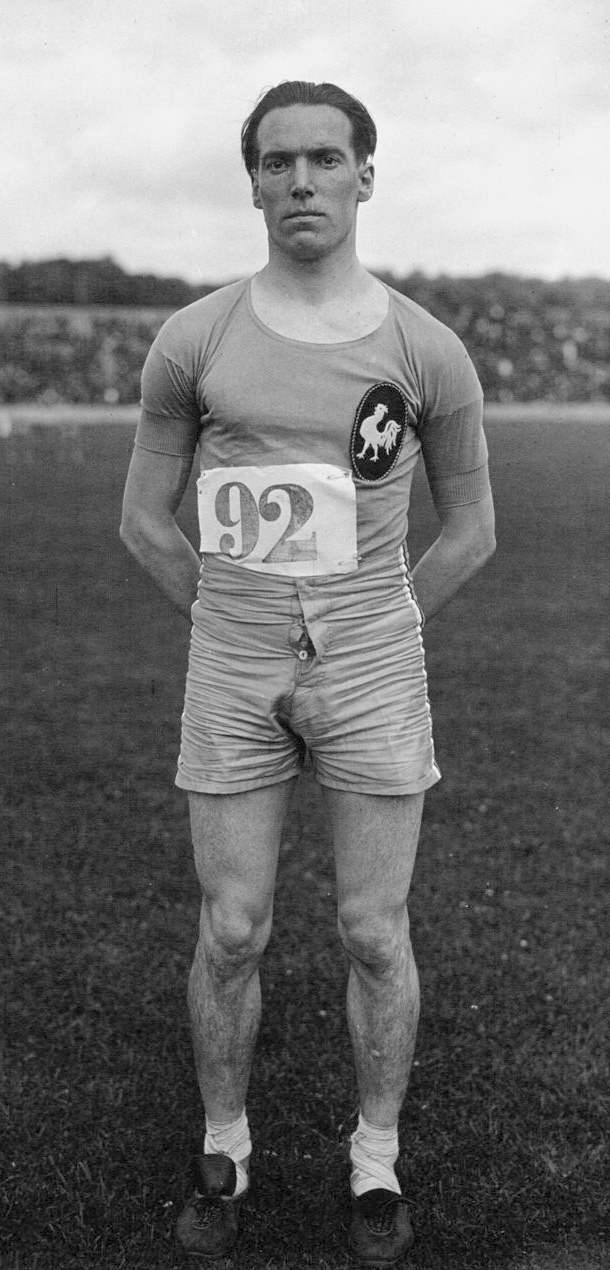
Der fünftplatzierte Louis Wilhelme

## Video
- The Olympic Games in Paris, 1924 (1925 Documentary), youtube.com, Bereich: 44:28 min bis 45:20 min, abgerufen am 4. Juni 2021